# Lena (Spanien)
Lena (asturisch Ḷḷena) ist eine Gemeinde in der autonomen Region Asturien in Nordspanien. Sie ist in 24 Parroquias unterteilt. Hauptort der Gemeinde ist Pola de Lena.

## Lage
Im Norden begrenzt von Mieres, im Süden von der Provinz León, im Westen von Riosa und Quirós sowie im Osten von Aller.

## Geografie

### Flüsse
Quer durch die Region und die Parroquias ziehen sich mehrere wichtige Flüsse die in der Vergangenheit zum Flößen genutzt wurden. Die wichtigsten sind Huerna, Pajeres, Caudal und der Aller.

### Bergzüge
- Peña Ubiña 2.417 m
- El Siete 2.356 m

## Geschichte
Die ältesten erhaltenen Erwähnungen von Lena stammen aus den Regierungszeiten von Ramiro I.  und Ordoño I., also aus dem 9. Jahrhundert. Auf diese Zeit geht auch der Bau der Wallfahrtskirche Santa Cristina de Lena zurück.
1266 wurde durch Alfonso X el Sabio in einer Urkunde, der Carta Puebla, die Gemeinde erstmals bestätigt.

Am 10. April 1950 entgleiste am Rand des Ortsteils Viḷḷayana der Nachtschnellzug von Madrid nach Gijón. Mehr als 18 Menschen starben. 

## Parroquias
Die Gemeinde ist in 24 Parroquias unterteilt:
| - Cabezón - Campomanes (Campumanes) - Carabanzo - Casorvida (Casorvía) - Castiello (Castieḷḷo) - Columbiello (Columbieḷḷo) - Congostinas - Felgueras - Herías (Erías) - Jomezana (Xomezana) - Las Puentes - Llanos (Chanos de Somerón) | - Muñón Cimero (Muñón Cimiru) - Muñón Fondero (Muñón Fondiru) - Pajares (Payares) - Parana - Piñera - Pola de Lena (La Pola) - San Miguel del Río (Samieguel del Río) - Sotiello (Sotieḷḷo) - Telledo (Teyeo) - Tuiza - Villallana (Viḷḷayana) - Zureda (Zurea) |

## Bevölkerungsentwicklung
Quelle: INE Grafische Aufarbeitung für Wikipedia 

## Wirtschaft
|                                   | Beschäftigte | Anteil in Prozent |
| TOTAL                             | 3.341        | 100               |
| --------------------------------- | ------------ | ----------------- |
| Ackerbau, Viehzucht und Fischerei | 241          | 7,21              |
| Industrie                         | 285          | 8,53              |
| Bauwirtschaft                     | 874          | 26,16             |
| Dienstleistungsbetriebe           | 1.941        | 58,10             |

## Verkehr
Lena liegt an der Bahnstrecke León–Gijón.

## Politik
| Historische Entwicklung der Sitzverteilung im Gemeinderat von Lena | Historische Entwicklung der Sitzverteilung im Gemeinderat von Lena | Historische Entwicklung der Sitzverteilung im Gemeinderat von Lena | Historische Entwicklung der Sitzverteilung im Gemeinderat von Lena | Historische Entwicklung der Sitzverteilung im Gemeinderat von Lena | Historische Entwicklung der Sitzverteilung im Gemeinderat von Lena | Historische Entwicklung der Sitzverteilung im Gemeinderat von Lena | Historische Entwicklung der Sitzverteilung im Gemeinderat von Lena | Historische Entwicklung der Sitzverteilung im Gemeinderat von Lena | Historische Entwicklung der Sitzverteilung im Gemeinderat von Lena | Historische Entwicklung der Sitzverteilung im Gemeinderat von Lena |
| Partei                                                             | 1979                                                               | 1983                                                               | 1987                                                               | 1991                                                               | 1995                                                               | 1999                                                               | 2003                                                               | 2007                                                               | 2011                                                               | 2015                                                               |
| ------------------------------------------------------------------ | ------------------------------------------------------------------ | ------------------------------------------------------------------ | ------------------------------------------------------------------ | ------------------------------------------------------------------ | ------------------------------------------------------------------ | ------------------------------------------------------------------ | ------------------------------------------------------------------ | ------------------------------------------------------------------ | ------------------------------------------------------------------ | ------------------------------------------------------------------ |
| PCE / IU / IU-BA / IU-Los Verdes                                   | 4                                                                  | 4                                                                  | 7                                                                  | 7                                                                  | 5                                                                  | 4                                                                  | 5                                                                  | 6                                                                  | 9                                                                  | 8                                                                  |
| PSOE                                                               | 6                                                                  | 9                                                                  | 5                                                                  | 6                                                                  | 7                                                                  | 6                                                                  | 7                                                                  | 6                                                                  | 4                                                                  | 6                                                                  |
| CD / AP / PP                                                       | 2                                                                  | 4                                                                  | 2                                                                  | 4                                                                  | 4                                                                  | 5                                                                  | 4                                                                  | 4                                                                  | 2                                                                  | 2                                                                  |
| FAC                                                                |                                                                    |                                                                    |                                                                    |                                                                    |                                                                    |                                                                    |                                                                    |                                                                    | 1                                                                  |                                                                    |
| Bloque por Asturias-UNA                                            |                                                                    |                                                                    |                                                                    |                                                                    |                                                                    |                                                                    |                                                                    |                                                                    | 1                                                                  |                                                                    |
| CACI / ASCIZ                                                       |                                                                    |                                                                    |                                                                    |                                                                    |                                                                    |                                                                    |                                                                    | 1                                                                  |                                                                    |                                                                    |
| UCD / CDS                                                          | 5                                                                  |                                                                    | 3                                                                  |                                                                    |                                                                    |                                                                    |                                                                    |                                                                    |                                                                    |                                                                    |
| PAS-UNA / PAS / URAS-PAS                                           |                                                                    |                                                                    |                                                                    |                                                                    | 1                                                                  | 1                                                                  |                                                                    |                                                                    |                                                                    |                                                                    |
| URAS / URAS-PAS                                                    |                                                                    |                                                                    |                                                                    |                                                                    |                                                                    | 1                                                                  | 1                                                                  |                                                                    |                                                                    |                                                                    |
| CxAsturies                                                         |                                                                    |                                                                    |                                                                    |                                                                    |                                                                    |                                                                    |                                                                    |                                                                    |                                                                    | 1                                                                  |
| Total                                                              | 17                                                                 | 17                                                                 | 17                                                                 | 17                                                                 | 17                                                                 | 17                                                                 | 17                                                                 | 17                                                                 | 17                                                                 | 17                                                                 |

## Persönlichkeiten
- Mapi Quintana (* 1980), Jazz- und Weltmusikerin

## Sehenswürdigkeiten

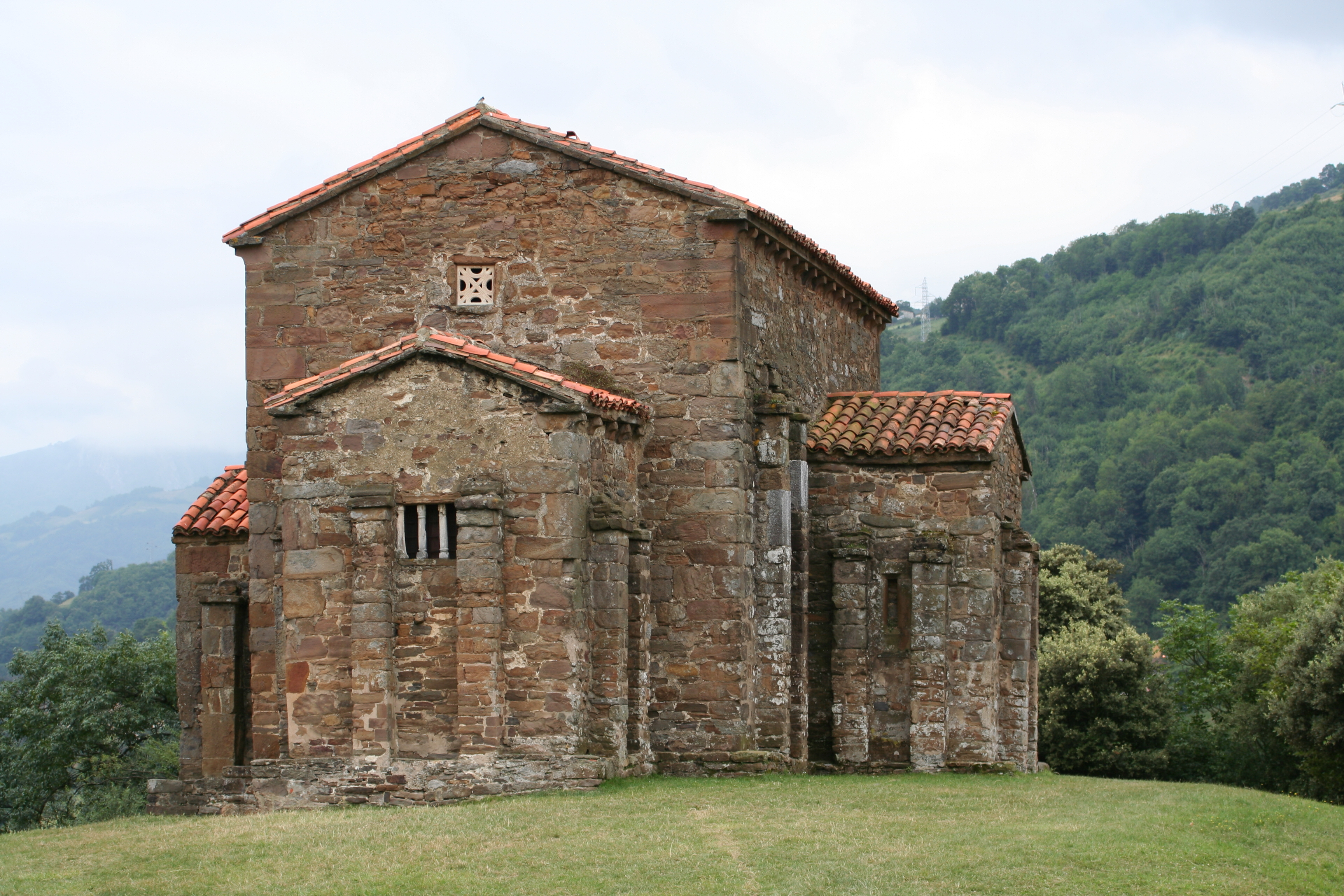
Die vorromanische Kirche Santa Cristina de Lena

- El mosaico de Vega de Ciego wurde 1921 bei Ausgrabungen einer römischen Villa gefunden und befindet sich heute im Museo Arqueológico de Asturias.
- Kirche Santa Cristina de Lena aus dem 9. Jahrhundert.

## Feste und Feiern
Am ersten Wochenende im Juli wird zusammen mit der Gemeinde Quirós die „Fiesta del Cordero a la Estaca“ (eine Art Heimatfest, mit traditionellen Tänzen, Essen und Musik) gefeiert.